# The Black Bass
The Black Bass, conosciuto in Giappone con il nome The Black Bass II (ザ・ブラックバスII?, Za Burakku Basu 2), è un videogioco di pesca per NES, sviluppato da HOT・B e pubblicato nel giugno 1989. È il seguito dell'esclusiva giapponese The Black Bass su MSX e Family Computer. È il secondo capitolo della serie Black Bass e il primo ad essere pubblicato al di fuori del Giappone. Il gioco è anche conosciuto come The Black Bass USA, che è il nome usato nella schermata del titolo della versione nordamericana.

## Modalità di gioco
L'obiettivo del gioco è quello di avanzare per una serie di tornei di bass fishing in quattro laghi diversi. Ogni torneo si svolge dall'alba al tramonto e, alla conclusione della giornata, il giocatore avanzerà al prossimo torneo solo se avrà catturato un gran numero di pesci, con un peso medio elevato. Lucci, trote e trote iridee possono essere pescati, ma non valgono punti ai fini del torneo.
La pesca vera e propria si svolge con una telecamera con prospettiva dall'alto. Il giocatore lancia l'esca, con una forza determinata da una barra di potenza, situata al fondo dello schermo. Quando l'esca tocca l'acqua, il giocatore può manipolarne il movimento per attirare un pesce e portarlo a mordere l'amo. Una volta che il pesce abbocca, il giocatore deve avvolgere la lenza, facendo attenzione a non romperla.
Il giocatore può scegliere tra esche di vari tipi e colori, che hanno livelli di efficacia diversi a seconda delle condizioni meteorologiche e dell'ora del giorno. Anche pescare in parti diverse del lago, in momenti diversi del giorno, influenza la possibilità di pescare un pesce.
Il progresso di gioco viene salvato attraverso delle password, ottenute alla fine di ogni torneo. Queste password salvano la posizione in classifica del giocatore alla fine dell'ultimo torneo, che torneo deve affrontare ora, il numero totale di pesci catturati nei vari tornei e il loro peso medio.

## Accoglienza
La rivista Nintendo Power diede a The Black Bass un punteggio di 3.5 su 5 nel numero del novembre 1989.